# Johann Kollowrat
Le comte Johann Nepomuk Karl Kolowrat-Krakowsky, baron d'Ugezd, né le 21 décembre 1748 à Prague et mort le 5 juin 1816 dans cette même ville, est un maréchal autrichien.

## Biographie
Il est le fils du comte Procope Kolowrat-Krakowsky, aristocrate de Bohême, et de la comtesse Anna-Margaretha d'Ogilvy, fille d'un général autrichien d'ascendance aristocratique écossaise. Il est le frère de l'archevêque Aloïs Josef Krakovský von Kolowrat.
Éduqué par des précepteurs jésuites, il s'engage à 18 ans dans le 37e régiment de dragons avec le grade de sous-lieutenant (1766). Deux ans plus tard, il achète un brevet de capitaine au 34e régiment d'infanterie hongroise. Il prend part à la Guerre de Succession de Bavière de 1778-79 sans s'y distinguer particulièrement.
Son régiment est envoyé en Hongrie. En 1787 il prend part à la guerre contre les Turcs, et est d'emblée promu au grade de lieutenant-colonel puis de colonel (1788), avec le poste de commandant du 19e régiment d'infanterie. En 1789, il s'illustre lors de l'assaut contre Belgrade, où il est touché d'une balle à la tête. Le 9 octobre 1789, il est élevé au grade de général de brigade et, en tant qu'émissaire impérial, il reçoit en 1791 les clefs de la place de Belgrade par les Ottomans. Sur la recommandation du prince Joseph von Colloredo, il est versé dans l'artillerie en 1792, responsable d'une brigade et commandant du 2e Régiment d'artillerie.
Lors des guerres révolutionnaires, il est stationné en 1795 sur la ligne du Rhin, responsable du corps d'artillerie de l'armée autrichienne sous les ordres directs du chef d’État major autrichien, le comte de Clerfayt. Le 4 mars 1796, il est promu Feldmarschall-Leutnant (brevet daté du 20 mai 1795).
Il se distingue au siège de Kehl, ce qui lui vaut d'être décoré de la croix de commandeur de l'ordre de Marie-Thérèse en 1797.
Il est promu  général en 1800. Membre du conseil aulique et conseiller de la Couronne dès l'année suivante, il reçoit le commandement du 36e régiment d'infanterie. En 1803, il est nommé gouverneur général de Bohême, et c'est à ce poste qu'il s'illustre lors de la campagne de 1805 en couvrant la retraite de l'archiduc Ferdinand. Au cours de la bataille d'Austerlitz, au mois de décembre 1805, il commande avec le général russe Miloradovitch la quatrième colonne de l'armée coalisée, à la tête de 23 000 hommes.
Lors de la campagne de 1809, Kolowrat commande le 3e corps d'armée sous les ordres de l'archiduc Charles. De Bohême, il marche sur la Bavière et s'empare de Ratisbonne ; mais les défaites de ses collègues l'obligent à se replier à travers la Bohême jusqu'au Marchfeld, en Basse-Autriche. Juste avant la bataille de Wagram (5 juillet 1809) il parvient à faire sa jonction avec l'armée impériale. Après la bataille, il organise la défense de la Bohême avec l'armée de l'archiduc Ferdinand, ce qui aurait dû lui valoir le titre d’Adlatus (premier conseiller impérial) : la conclusion prématurée de l'armistice n'en donna pas l'occasion. Toutefois, en reconnaissance de ses états de service, il est élevé le 12 septembre 1809 à la dignité de Feldmarschall.
Sa santé précaire ne lui permet de participer ni à la Campagne d'Allemagne (1813), ni à la Campagne de France (1814) ; mais en tant que gouverneur général de Bohême, il organise le ravitaillement des armées coalisées et prend en charge les soldats malades et blessés, y compris ennemis : c'est pourquoi le roi de France Louis XVIII l'élèvera au rang de Grand-officier de la légion d'honneur. Il est rayé des cadres du service actif à sa demande le 6 mai 1816, et reçoit le même jour la dignité de Grand-croix de l'Ordre de Léopold.

## Voir également
- Genealogie

- Notices dans des dictionnaires ou encyclopédies généralistes :   - Deutsche Biographie
  - Österreichisches Biographisches Lexikon 1815–1950
- Notices d'autorité :   - VIAF
  - ISNI
  - GND
  - NUKAT
  - Tchéquie